# Soljaris
Soljaris (russisk: Солярис) er en sovjetisk spillefilm fra 1968 af Boris Nirenburg og Lidija Isjimbajeva.

## Medvirkende
- Vasilij Lanovoj som Kris Kelvin
- Vladimir Etusj som Snaut
- Viktor Zozulin som Sartorius
- Antonina Piljus som Harey